# 彭妮·富勒
彭妮·富勒（英語：Penny Fuller，1940年7月21日—），美国女演员。曾获得黄金时段艾美奖迷你影集／电视电影最佳女配角。